# سریشم
سریشم یا سریش چسبی طبیعی‌ست که از عناصر گیاهی یا جانوری استخراج می‌گردد. سریشم‌های جانوری به ژلاتین هم معروف هستند.
سریشم گیاهی از گیاهان خانواده سریش گرفته می‌شود.
سریشم جانوری یا حیوانی نوعی چسب می‌باشد که از ضایعات پوست حیوانات تهیه می‌شود. این چسب در صنایع گوناگون ازجمله ساز سازی "کبریت سازی، رنگ سازی، مهمات‌سازی و صحافی کتاب و غیره کاربرد دارد.
(ملاحظه : در تقسيم بندي چسب هاي گياهي و حيواني و همجنين اطلاق نام بايستي دقت داشت ، براي چسب گياهي از عنوان سريش استفاده ميشود و نام چسب حيواني در زبان فارسي سريشم است كه بيشتر سريشم گاوي ، خرگوش و ماهي مورد استفاده و متداول است و اطلاق ژلاتين براي چسب هاي حيواني يا همان سريشم صحيح بوده و به هيچ عنوان از نام ژلاتين براي چسب گياهي سريش استفاده نميشود )
در ایران مرکز اصلی تهیه این سریشم حیوانی شهرستان مهریز واقع در استان یزد می‌باشد. این محصول در ۵۰ ساله اخیر به صورت نیمه صنعتی در مهریز و محله بغداد آباد ودربعضی از روستاهای آن تولید می‌شود. از سال ۱۳۷۶ شمسی به صورت صنعتی در شهرک صنعتی سریشم در سریزد مهریز تولید می‌شود.